# Chris Porter (calciatore 1885)
Thomas Christopher Porter, detto Chris (Blackpool, 25 ottobre 1885 – Gallipoli, 4 giugno 1915), è stato un calciatore inglese, di ruolo attaccante.

## Carriera

### Nazionale
Ha partecipato al 4º Torneo olimpico di calcio, nel quale ha vinto una medaglia d'oro.

## Palmarès

### Nazionale
- Oro olimpico: 1

Londra 1908